# Estero San Jerónimo
El estero San Jerónimo es un curso de agua de escaso desarrollo que fluye de este a oeste en la costa central de Chile para desembocar en la rada de Algarrobo, cercana al balneario Algarrobo. H. Niemeyer lo asocia al embalse Purísima, que está a solo 15 km de la ciudad de Casablanca (Chile)

## Trayecto
Su hoya hidrográfica abarca 147 km² y limita al norte con la cuenca del estero Casablanca y la del estero El Membrillo que se extiende paralelamente a la del San Jerónimo. Al oriente con la del río Puangue y al sur con la misma del Puangue y la de los esteros Guallelemu y Rosario.
Niemeyer lo describe de la siguiente manera: El estero San Jerónimo nace con el nombre de Estero lo Orrego Arriba, de la confluencia de dos pequeñas quebradas, El Chivato que proviene del este, y El Almendro que viene del SE. En la junta hay un pequeño acumulador de agua. Dirige su curso al OSO por 7 km para terminar en otro pequeño embalse del cual renace con el nombre de Estero Lo Orrego Abajo que en corto espacio pasa a llamarse San Jerónimo. Este mantiene en general su curso al oeste hasta su desembocadura.: 629 

## Historia

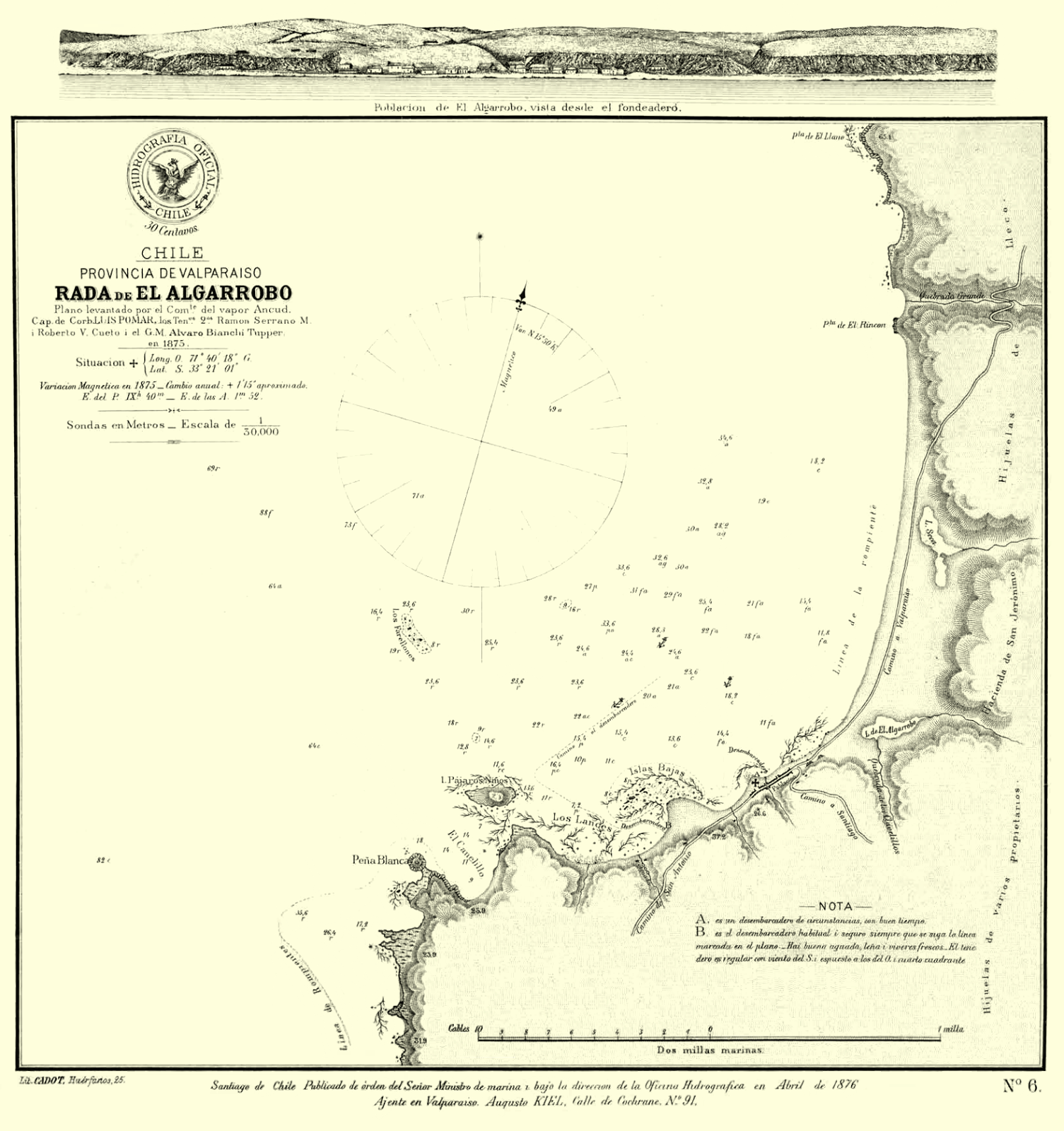
Mapa de 1875 en que se consigna la ubicación de la Hacienda de San Jerónimo, en Algarrobo.

Luis Risopatrón lo describe en su Diccionario Jeográfico de Chile de 1924:
San Jerónimo (Estero) 33° 23' 71° 34' Corre hacia el W i se vácia en la parte S E de la rada de El Algarrobo; forma al caer a ella, la pequeña laguna de este nombre. 1, vi, p. 313; i 156; i esterillo en 1, ni, p. 126; i arroyo de Orrego en 61, 1854, p. 154; i estero en 62, i, p. LXXVI.